# Jubelkvartetten
Jubelkvartetten var en frikyrkligt kristen musikgrupp bildad på 1930-talet av Sam Gullberg och Walter Erixon. Gruppens sammansättning har varierat under åren, bland andra har Theofil Engström, Hjalmar Jonsson, Lennart Persson, Werner Lindh och Freddy Lönn ingått i gruppen. Jubelkvartettens musik uppfattades länge i frikyrkliga kretsar som alltför världslig och skapade stor debatt. Gruppen var fortfarande verksam åren omkring 2000 då den medverkade vid inspelningen av TV-programmet Minns du sången.

## Album
- 1967 – Från norr till söder
- 1968 – Jubelkvartettens favoritmelodier
- 1969 – Var glad och sjung!
- 1970 – Signatur
- 1971 – En underbar dag
- 1972 – Välkommen hem
- 1973 – Jubelkvartetten jubilerar

## EP/Singel
- 1963 – Jubelkvartettens signaturmelodi
- 1964 – Walter Erixon och Jubelkvartetten
- 1965 – Du unga glada kämpahär
- 1966 – Jubelkvartetten sjunger